# Westelijke groene breedbektiran
De westelijke groene breedbektiran (Rhynchocyclus aequinoctialis) is een zangvogel uit de familie Tyrannidae (tirannen). De vogel werd in 1858 door  de Engelse dierkundige Philip Lutley Sclater geldig beschreven.

## Kenmerken
De vogel is 13,5 tot 15 cm lang en overwegend olijfgroen gekleurd, van boven donkerder, naar de onderbuik toe lichter grijsgroen. De verschillen met de oostelijke groene breedbektiran  zijn uiterst klein. Zo zijn de randen van de slagpennen helderder geel en de vleugeldekveren zijn geelachtig en niet okerkleurig; de buik is met meer lichtgeel. De snavel is vrij breed, de bovensnavel zwart, de ondersnavel hoornkleurig.

## Verspreiding en leefgebied
Deze soort telt zeven ondersoorten:
- R. a. bardus: van O-Panama tot Z-Bolívar in NW-Colombia.
- R. a. mirus: de Atrato vallei en inlands in NW-Colombia.
- R. a. jelambianus: NO-Venezuela.
- R. a. tamborensis: Santander (NC-Colombia).
- R. a. flavus: N- en C-Colombia, N-Venezuela.
- R. a. aequinoctialis: van ZC-Colombia tot NC-Bolivia.
- R. a. cryptus: het westen van het Amazonebekken in Oost-Peru, zuidwestelijk Brazilië en Noord-Bolivia.

De leefgebieden liggen in natuurlijk bos tot op een hoogte van 1000 meter boven zeeniveau.